# Nyabunwa
Nyabunwa är ett vattendrag i Burundi.   Det ligger i provinsen Cankuzo, i den östra delen av landet, 130 km öster om huvudstaden Bujumbura.
Omgivningarna runt Nyabunwa är en mosaik av jordbruksmark och naturlig växtlighet. Runt Nyabunwa är det ganska tätbefolkat, med 155 invånare per kvadratkilometer.